# 福島城 (陸奥国鼻和郡)
福島城（ふくしまじょう）は、青森県五所川原市相内にあった日本の城（平山城）。

## 概要
十三湖の北岸に面する標高約20メートルの台地上にある。面積は約62万5000平方メートルである。外郭とその中にある内郭で構成される。外郭は一辺が約1キロメートルの三角形をしており、土塁と外堀が残っている。内郭は一辺が約180メートルの四角形をしており、土塁と外堀・内堀で外郭から区切られている。外郭の東側および内郭の東側に門があった。

## 歴史
平安時代後期の10世紀後半に築かれたとみられる。10世紀後半から11世紀までの土師器が城域から出土するが、これは北緯40度以北の東北地方北部が中央政権の影響下から離れて北海道で9世紀に始まった擦文文化圏に合流していた時期にあたる。同時代に東北地方北部から北海道渡島半島南部にかけて住居群を堀で囲む防御性集落が盛んに造られていることから、福島城は擦文文化人が何らかの軍事上の情勢に対応して築いた城ではないかと考えられていた。しかし1992年の国立民俗博物館の発掘調査の結果、福島城は技術的にも設計思想的にも防御性集落とはまったく系譜を異にする堅固な土塁と大規模な堀に囲まれた本格的な城郭施設であることが明確となった。福島城は外郭の範囲が極めて大規模であり「大土塁」と称される東側の土塁は唐・新羅連合軍侵入対策に築いた太宰府の水城の土塁に並ぶ大きさだった。さらに中世城のように複雑な郭群によって構成される帯郭などの施設がほとんど無いかわりに外郭の中が非常に広く平坦な構造であることは古代国家が築いた東北古代城柵に共通する特徴でもあり、日本海側の秋田城、陸奥国側の多賀城に匹敵する、あるいはそれをしのぐ規模を福島城は持っていたことがわかった。県の発掘調査の結果でも福島城は兵士たちの宗教儀式的な集会に使われていた痕跡などがあり軍事的な拠点というよりは行政的な官衙の性格を持っていたことが指摘されている。
築城年は大和で敗れた安日・長髄彦の一族が十三浦に落ちて砦を築き、これを「稲城（いなぎ）」と称したことに始まり、承保甲寅元年（1074年）もしくは寛治二年（1088)に安倍貞任の末弟則任の子孫であった安倍氏季が稲城を「視浦城」として増改築したと地元では伝説として伝承されていたが、1995年〜2000年の発掘調査の結果では最初の福島城築城時期が10世紀〜11世紀であると特定された。そののち安倍則任から続いた嫡子が途絶えると、安倍氏は近縁にあたる十三秀栄を養子に迎え、福島城は嘉応年間（1169〜71）もしくは文治年間（1185～89）に十三氏の居城となったと伝えられている。十三氏（とさ）は平泉藤原氏の末裔とされ、藤原氏3代・秀衡の弟である藤原秀栄が十三氏を名乗っている。
内郭は室町時代前期の14世紀後半から15世紀前半に築かれた可能性が高い。福島城から南西3キロメートルの位置にある十三湊が最も栄えた時期にあたる。2005年（平成17年）から2009年（平成19年）に行われた青森県の発掘調査で当城跡の内郭南東部より中世の武家屋敷が発見されており、中世に津軽を拠点に活躍した安藤（安東）氏の居城であった可能性が高まっている。
安東氏は藤崎城を拠点としてしたが交易港掌握の機会をうかがっていた安東貞季（さだすえ）は寛喜元年（1229）、十三秀直（とさひでなお）を萩野台合戦（弘前市津賀付近）において破り、十三湊に進出して正和年間（1312～17）に福島城を改修し再築城したとしている。安東氏は十三湊で関東御免津軽船や蝦夷を使った国内外の交易で栄華を誇っていたがその当時城跡内の遺跡の陶磁器などの出土品は意外に少ない（しかし東日本では十三湊の遺跡出土量が鎌倉についで突出している）。永享4年(1432年)安藤康李（やすすえ）のとき南部守行・義政父子によって攻められ福島城と唐川城は落城、康李は柴崎城へ逃れたという。一旦は和睦がなされたが後に嘉吉2年(1442年)再び南部氏に攻められ、安藤氏は津軽を離れて蝦夷島へ逃れたと伝えられている。福島城の廃城はその頃とみられる。
多賀城と秋田城からさらに北上した要所に古代国家の古代城柵技術を継承した東北最大級（当時）の巨大な城跡があって10世紀〜11世紀にかけての時代に機能していたという「もうひとつの福島城」の発見は、福島城を１４、１５世紀の中世時代に活躍した安東氏の拠点の城であるとの位置付けですませてきたことについては再検討が迫られるかもしれないと指摘する。古代城柵が最後に築かれた９世紀と元慶の乱（出羽蝦夷蜂起）から前九年・後三年の役の間の時代の空白を埋める貴重な遺跡であり、平泉の藤原氏が十三湊に関わっていく前の東北における古代城柵の次の段階に営まれた極めて大規模な遺跡ということで日本史のうえでも非常に重要な位置を占める遺跡であるとしている。

## 遺構・復元施設
- 外郭東側土塁　外郭東門跡（外郭東門跡説明板）
- 福島城址及び福島城址井戸跡碑　東南隅土塁
- 内郭入口ー内郭北門跡・復元された内郭北門（《本文画像参照》） 内郭北側土塁・堀など

## 周辺施設・関連資料ほか
- 山王坊遺跡（山王坊日吉神社）ー  福島城の裏手にある遺跡。東北最大規模の宗教遺跡。国指定史跡

- 十三湊遺跡  ー 国指定史跡。十三湊歴史観光ＭＡＰ[11]及び五所川原市役所ホームページ[12]参照
- 唐川城展望台 ー 福島城はじめ様々な周辺の遺跡を一望できる
- 市浦歴史民俗資料館 ー  中島遊歩道橋を渡って十三湖に浮かぶ「中の島ブリッジパーク」[13]（中島遺跡そば）にある
- 霊鷹山檀林寺跡（藤原《十三》秀栄が永暦元年に建立した源義経一行潜伏逸話が残る寺院）など

## アクセス
- 住　所　青森県五所川原市相内
- 交　通　津軽道・五所川原北ICより国道339号線経由31㎞。
- 電車・バス　五所川原駅または津軽鉄道津軽中里駅から弘南バス小泊線（金木・中里経由）小泊行に乗車。相内南口バス停で下車。徒歩6分。国道339号沿い。
- 駐車場　外堀跡駐車場（利用される方は要御連絡）